# HC Pijnacker
HC Pijnacker is een Nederlandse hockeyclub uit Pijnacker en opgericht op 12 december 1977. HCP speelt op Sportpark De Groene Wijdte naast voetbalclub DSVP en heeft 4 velden waarvan één semi-waterveld en drie zand ingestrooide kunstgrasvelden. Daarnaast beschikt de vereniging over een klein trainingsveldje. De club telt ongeveer 1000 leden.
Naast veld- en zaalhockey voor de jongste jeugd, junioren, senioren en veteranen, biedt HCP hockey aan voor kinderen van 4 en 5 jaar oud (Funkey), trimhockey en fithockey (vanaf 55 jaar).
Zowel het eerste mannenelftal als het eerste dameselftal spelen in de tweede klasse (seizoen 2023-2024) van de KNHB.